# 허브 베이트먼
허버트 하벨 베이트먼(Herbert Harvell Bateman, 1928년 8월 7일 ~ 2000년 9월 11일)는 미국의 정치인이다.

## 학력
- 윌리엄 & 메리 칼리지 인문사회 학사
- 조지타운 대학교 법학센터 법학학사

## 경력
- 1968.01 ~ 1972.01 제135·136대 버지니아주 제27선거구 상원의원
- 1972.01 ~ 1982.12 제137·138·139·140·141·142대 버지니아주 제2선거구 상원의원
- 1983.01 ~ 2000.09 제98·99·100·101·102·103·104·105·106대 미국 버지니아주 제1선거구 연방하원의원

## 역대 선거 결과
| 선거명      | 직책명                        | 대수  | 정당   | 득표율 | 득표수    | 결과 | 당락                     |
| ----------- | ----------------------------- | ----- | ------ | ------ | --------- | ---- | ------------------------ |
| 1967년 선거 | 상원의원 (버지니아 제27부)    | 135대 | 민주당 | 75.45% | 6,432표   | 1위  | 버지니아 주의원 당선     |
| 1971년 선거 | 상원의원 (버지니아 제2부)     | 137대 | 민주당 | 63.22% | 11,774표  | 1위  | 버지니아 주의원 당선     |
| 1975년 선거 | 상원의원 (버지니아 제2부)     | 139대 | 민주당 | 81.21% | 8,746표   | 1위  | 버지니아 주의원 당선     |
| 1979년 선거 | 상원의원 (버지니아 제2부)     | 141대 | 공화당 | 51.52% | 10,972표  | 1위  | 버지니아 주의원 당선     |
| 1982년 선거 | 하원의원 (버지니아 제1선거구) | 98대  | 공화당 | 53.87% | 76,926표  | 1위  | 버지니아주 하원의원 당선 |
| 1984년 선거 | 하원의원 (버지니아 제1선거구) | 99대  | 공화당 | 59.10% | 118,085표 | 1위  | 버지니아주 하원의원 당선 |
| 1986년 선거 | 하원의원 (버지니아 제1선거구) | 100대 | 공화당 | 56.02% | 80,713표  | 1위  | 버지니아주 하원의원 당선 |
| 1988년 선거 | 하원의원 (버지니아 제1선거구) | 101대 | 공화당 | 73.25% | 135,937표 | 1위  | 버지니아주 하원의원 당선 |
| 1990년 선거 | 하원의원 (버지니아 제1선거구) | 102대 | 공화당 | 50.96% | 72,000표  | 1위  | 버지니아주 하원의원 당선 |
| 1992년 선거 | 하원의원 (버지니아 제1선거구) | 103대 | 공화당 | 57.55% | 133,537표 | 1위  | 버지니아주 하원의원 당선 |
| 1994년 선거 | 하원의원 (버지니아 제1선거구) | 104대 | 공화당 | 74.25% | 142,930표 | 1위  | 버지니아주 하원의원 당선 |
| 1996년 선거 | 하원의원 (버지니아 제1선거구) | 105대 | 공화당 | 99.01% | 165,574표 | 1위  | 버지니아주 하원의원 당선 |
| 1998년 선거 | 하원의원 (버지니아 제1선거구) | 106대 | 공화당 | 76.43% | 76,474표  | 1위  | 버지니아주 하원의원 당선 |

## 참고 자료
- 위키미디어 공용에 허브 베이트먼 관련 미디어 분류가 있습니다.